# Bezirk Taus
Der Bezirk Taus (tschechisch: Okresní hejtmanství Domažlice) war ein Politischer Bezirk im Königreich Böhmen. Der Bezirk umfasste Gebiete in Westböhmen im heutigen Plzeňský kraj (Okres Domažlice). Das Gebiet gehörte seit 1918 zur neu gegründeten Tschechoslowakei und ist seit 1993 Teil Tschechiens.

## Geschichte
Die modernen, politischen Bezirke der Habsburgermonarchie wurden 1868 im Zuge der Trennung der politischen von der judikativen Verwaltung geschaffen.
Der Bezirk Taus wurde 1868 aus den Gerichtsbezirken Taus (tschechisch: soudní okres Domažlice) und Neugedein (Kdyně) gebildet.
Im Bezirk Taus lebten 1869 46.739 Personen, wobei der Bezirk ein Gebiet von 8,5 Quadratmeilen und 64 Gemeinden umfasste. 1900 beherbergte der Bezirk 46.722 Menschen, die auf einer Fläche von 492,18 km² bzw. in 71 Gemeinden lebten.
Der Bezirk Taus umfasste 1910 eine Fläche von 492,17 km² und eine Bevölkerung von 48.680 Personen. Von den Einwohnern hatte 39.946 Tschechisch und 8.515 Deutsch als Umgangssprache angegeben. Des Weiteren lebten im Bezirk 219 Anderssprachige oder Staatsfremde. Zum Bezirk gehörten zwei Gerichtsbezirke mit insgesamt 74 Gemeinden bzw. 83 Katastralgemeinden.